# Formation de Horseshoe Canyon
La formation de Horseshoe Canyon (en français : canyon en fer à cheval) fait partie du groupe d'Edmonton, une formation stratigraphique datant de la fin du Crétacé supérieur (Campanien et Maastrichtien inférieur). Elle se trouve à 17 km au sud-ouest de Drumheller près de la ville d'Edmonton dans l'ouest du Canada. Elle a un diamètre d'environ 3 km et une épaisseur de 230 m. La formation de Horseshoe Canyon se compose de mudstones, de grès et d'argiles riches en charbons. On y retrouve un nombre important d'anciens milieux qui s'y sont succédé comme des plaines inondables, des estuaires et des tourbières et qui ont abouti à la conservation d'une grande diversité de fossiles. 
Elle s'étale largement dans la région de Drumheller ainsi que plus au nord, le long de la rivière Red Deer près de Trochu et vers la ville d'Edmonton. Elle est recouverte par les formations de Battle, Whitemud et Scollard.
La zone charbonneuse de Drumheller, située dans la partie inférieure de la Formation est le principal intérêt économique de la région. Dans la zone située entre Pacha et Rockyford, le charbon est relativement peu profond (à environ 300 mètres) avec une épaisseur cumulée de charbon de 10 à 20 mètres distribués dans une épaisseur de 70 à 120 mètres. Au total, on estime qu'il y a 14 000 milliards de mètres cubes de gaz pouvant être tirés de tout le charbon de l'Alberta.
Les dinosaures découverts dans cette formation géologique comprennent les genres Albertosaurus, Anchiceratops, Arrhinoceratops, Atrociraptor, Chirostenotes, Dromiceiomimus, Edmontonia, Edmontosaurus, Euoplocephalus, Hypacrosaurus, Ornithomimus, Pachyrhinosaurus, Parksosaurus, Saurolophus, Stegoceras, Struthiomimus et Troodon. Des fossiles de mammifères comme Didelphodon coyi, des reptiles,  des amphibiens, des poissons, des invertébrés marins et terrestres ainsi que des plantes y ont également été découverts. La rareté de fossiles de reptiles comme les tortues et les crocodiles pourrait être dû au fait que le climat était relativement frais à l'époque.

## Dinosaures

### Ankylosaures
| Ornithischiens découverts dans la Formation du canyon Horseshoe | Ornithischiens découverts dans la Formation du canyon Horseshoe | Ornithischiens découverts dans la Formation du canyon Horseshoe | Ornithischiens découverts dans la Formation du canyon Horseshoe | Ornithischiens découverts dans la Formation du canyon Horseshoe | Ornithischiens découverts dans la Formation du canyon Horseshoe | Ornithischiens découverts dans la Formation du canyon Horseshoe |
| Genre                                                           | Espèce                                                          | Lieu                                                            | Position stratigraphique                                        | Matériau                                                        | Notes                                                           | Images                                                          |
| --------------------------------------------------------------- | --------------------------------------------------------------- | --------------------------------------------------------------- | --------------------------------------------------------------- | --------------------------------------------------------------- | --------------------------------------------------------------- | --------------------------------------------------------------- |
| Edmontonia                                                      | E. longiceps                                                    |                                                                 |                                                                 |                                                                 |                                                                 |                                                                 |
| Euoplocephalus                                                  | E. tutus                                                        |                                                                 |                                                                 |                                                                 |                                                                 |                                                                 |

### Maniraptora
| Maniraptoriens découverts dans la Formation du canyon Horseshoe | Maniraptoriens découverts dans la Formation du canyon Horseshoe | Maniraptoriens découverts dans la Formation du canyon Horseshoe | Maniraptoriens découverts dans la Formation du canyon Horseshoe | Maniraptoriens découverts dans la Formation du canyon Horseshoe | Maniraptoriens découverts dans la Formation du canyon Horseshoe | Maniraptoriens découverts dans la Formation du canyon Horseshoe |
| Genre                                                           | Espèce                                                          | Lieu                                                            | Position stratigraphique                                        | Matériau                                                        | Notes                                                           | Images                                                          |
| --------------------------------------------------------------- | --------------------------------------------------------------- | --------------------------------------------------------------- | --------------------------------------------------------------- | --------------------------------------------------------------- | --------------------------------------------------------------- | --------------------------------------------------------------- |
| Atrociraptor                                                    | A. marshalli                                                    |                                                                 |                                                                 |                                                                 |                                                                 |                                                                 |
| Apatoraptor                                                     | A. pennatus                                                     |                                                                 |                                                                 |                                                                 |                                                                 |                                                                 |
| Chirostenotes                                                   | C. pergracilis                                                  |                                                                 |                                                                 | Un deuxième métatarsien référencé NMC 2570.                     |                                                                 |                                                                 |
| Dromaeosaurus                                                   | D. albertensis                                                  |                                                                 |                                                                 |                                                                 |                                                                 |                                                                 |
| Paronychodon                                                    | P. lacustris                                                    |                                                                 |                                                                 |                                                                 |                                                                 |                                                                 |
| Paronychodon                                                    | Indéterminé                                                     |                                                                 |                                                                 |                                                                 |                                                                 |                                                                 |
| Richardoestesia                                                 | R. gilmorei                                                     |                                                                 |                                                                 |                                                                 |                                                                 |                                                                 |
| Richardoestesia                                                 | R. isosceles                                                    |                                                                 |                                                                 |                                                                 |                                                                 |                                                                 |
| Saurornitholestes                                               | Indéterminé                                                     |                                                                 |                                                                 |                                                                 |                                                                 |                                                                 |
| Troodon                                                         | T. formosus                                                     |                                                                 |                                                                 |                                                                 |                                                                 |                                                                 |

### Marginocéphales
| Marginocéphales découverts dans la Formation du canyon Horseshoe | Marginocéphales découverts dans la Formation du canyon Horseshoe | Marginocéphales découverts dans la Formation du canyon Horseshoe | Marginocéphales découverts dans la Formation du canyon Horseshoe | Marginocéphales découverts dans la Formation du canyon Horseshoe | Marginocéphales découverts dans la Formation du canyon Horseshoe | Marginocéphales découverts dans la Formation du canyon Horseshoe |
| Genre                                                            | Espèce                                                           | Lieu                                                             | Position stratigraphique                                         | Matériau                                                         | Notes                                                            | Images                                                           |
| ---------------------------------------------------------------- | ---------------------------------------------------------------- | ---------------------------------------------------------------- | ---------------------------------------------------------------- | ---------------------------------------------------------------- | ---------------------------------------------------------------- | ---------------------------------------------------------------- |
| Anchiceratops                                                    | A. ornatus                                                       |                                                                  |                                                                  |                                                                  |                                                                  |                                                                  |
| Arrhinoceratops                                                  | A. brachyops                                                     |                                                                  |                                                                  | "Crâne complet."                                                 |                                                                  |                                                                  |
| Eotriceratops                                                    | E. xerinsularis                                                  |                                                                  | Trouvé dans les 20 m supérieurs de la formation.                 |                                                                  |                                                                  |                                                                  |
| Pachyrhinosaurus                                                 | P. canadensis                                                    |                                                                  |                                                                  |                                                                  |                                                                  |                                                                  |
| Stegoceras                                                       | S. edmontonense                                                  |                                                                  |                                                                  |                                                                  | ?Prenocephale.                                                   |                                                                  |

### Ornithomimidés
| Ornithomimidés découverts dans la Formation du canyon Horseshoe | Ornithomimidés découverts dans la Formation du canyon Horseshoe | Ornithomimidés découverts dans la Formation du canyon Horseshoe | Ornithomimidés découverts dans la Formation du canyon Horseshoe | Ornithomimidés découverts dans la Formation du canyon Horseshoe | Ornithomimidés découverts dans la Formation du canyon Horseshoe | Ornithomimidés découverts dans la Formation du canyon Horseshoe |
| Genre                                                           | Espèce                                                          | Lieu                                                            | Position stratigraphique                                        | Matériau                                                        | Notes                                                           | Images                                                          |
| --------------------------------------------------------------- | --------------------------------------------------------------- | --------------------------------------------------------------- | --------------------------------------------------------------- | --------------------------------------------------------------- | --------------------------------------------------------------- | --------------------------------------------------------------- |
| Dromiceiomimus                                                  | D. brevitertius                                                 |                                                                 |                                                                 |                                                                 | Pourrait être un synonyme de Ornithomimus edmontonicus.         |                                                                 |
| Ornithomimus                                                    | O. edmontonicus                                                 |                                                                 |                                                                 |                                                                 |                                                                 |                                                                 |
| Struthiomimus                                                   | S. altus                                                        |                                                                 |                                                                 |                                                                 |                                                                 |                                                                 |

### Ornithopodes
| Ornithopodes découverts dans la Formation du canyon Horseshoe | Ornithopodes découverts dans la Formation du canyon Horseshoe | Ornithopodes découverts dans la Formation du canyon Horseshoe | Ornithopodes découverts dans la Formation du canyon Horseshoe | Ornithopodes découverts dans la Formation du canyon Horseshoe | Ornithopodes découverts dans la Formation du canyon Horseshoe | Ornithopodes découverts dans la Formation du canyon Horseshoe |
| Genre                                                         | Espèce                                                        | Lieu                                                          | Position stratigraphique                                      | Matériau | Notes                                                         | Images                                                        |
| ------------------------------------------------------------- | ------------------------------------------------------------- | ------------------------------------------------------------- | ------------------------------------------------------------- | --- | ------------------------------------------------------------- | ------------------------------------------------------------- |
| Edmontosaurus                                                 | E. regalis                                                    |                                                               |                                                               | |                                                               |                                                               |
| Hypacrosaurus                                                 | H. altispinus                                                 |                                                               |                                                               | "Cinq à dix crânes, certains avec le reste du squelette, parties de crânes seules, pièces de restes de squelettes, de nombreux individus du stade d'embryon à adulte." |                                                               |                                                               |
| Parksosaurus                                                  | P. warrenae                                                   |                                                               |                                                               | |                                                               |                                                               |
| Saurolophus                                                   | S. osborni                                                    |                                                               |                                                               | "Squelette entier, deux crânes complets." |                                                               |                                                               |

### Tyrannosaures
| Théropodes découverts dans la Formation du canyon Horseshoe | Théropodes découverts dans la Formation du canyon Horseshoe | Théropodes découverts dans la Formation du canyon Horseshoe | Théropodes découverts dans la Formation du canyon Horseshoe | Théropodes découverts dans la Formation du canyon Horseshoe | Théropodes découverts dans la Formation du canyon Horseshoe | Théropodes découverts dans la Formation du canyon Horseshoe |
| Genre                                                       | Espèce                                                      | Lieu                                                        | Position stratigraphique                                    | Matériau                                                    | Notes                                                       | Images                                                      |
| ----------------------------------------------------------- | ----------------------------------------------------------- | ----------------------------------------------------------- | ----------------------------------------------------------- | ----------------------------------------------------------- | ----------------------------------------------------------- | ----------------------------------------------------------- |
| Albertosaurus                                               | A. sarcophagus                                              |                                                             |                                                             |                                                             |                                                             |                                                             |
| Aublysodon                                                  | A. mirandus                                                 |                                                             |                                                             |                                                             |                                                             |                                                             |
| Daspletosaurus                                              | Non décrit                                                  |                                                             |                                                             |                                                             |                                                             |                                                             |